# Robert E. Ricklefs

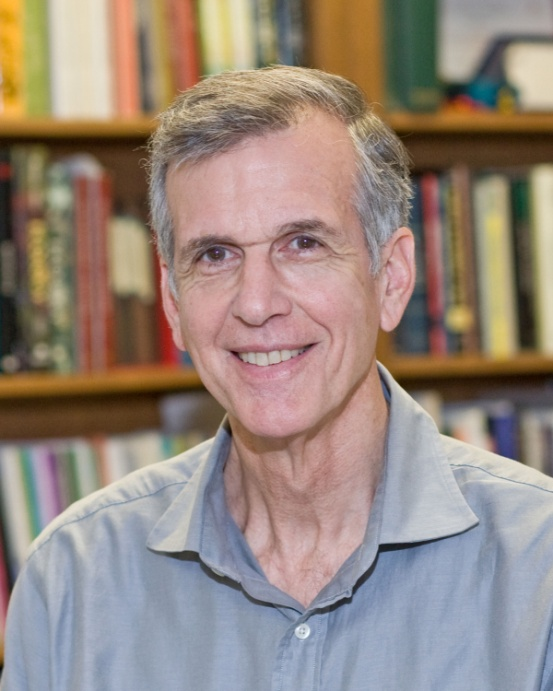
Robert E. Ricklefs

Robert Eric Ricklefs (* 6. Juni 1943 in San Francisco, Kalifornien) ist ein US-amerikanischer Ornithologe und Ökologe. Er ist Professor der Biologie an der University of Missouri, St. Louis. Er ist der Ehemann von Susanne S. Renner.

## Leben
Er schloss sein Studium 1963 an der Stanford University mit einem Bachelor of Arts ab. 1967 erwarb er den Ph.D. an der University of Pennsylvania. Anschließend arbeitete er ein Jahr am Smithsonian Tropical Research Institute als Postdoc, um dann eine Lehrstelle an der University of Pennsylvania anzunehmen (1968–1972 als Assistant Professor, 1972–1978 als Associate Professor und 1978–1995 als Full Professor). Seit 1995 ist er Curators‘ Professor an der University of Missouri.
Seine einflussreichsten (meist zitierten) wissenschaftlichen Arbeiten behandeln die Themenbereiche Biozönosen, Wachstumsprozesse (insbesondere bei Vögeln) und Biodiversität (Stand 16. August 2010). Von ihm verfasste Lehrbücher sind Ecology, das 1973 zuerst aufgelegt wurde und The Economy of Nature, mit einer Erstauflage in 1976.

## Auszeichnungen
- 1974 bekam er das Guggenheim-Stipendium der John Simon Guggenheim Memorial Foundation.[10]
- 1976 wurde er als Fellow in die American Ornithologists’ Union aufgenommen.[11]
- 1982 erhielt er den William Brewster Memorial Award der American Ornithologists’ Union, einem jährlich vergebenen Preis für herausragende Arbeiten über die Vögel der westlichen Hemisphäre. Die Begründung der A.O.U. lautete wie folgt:

„Der Schlüssel der Naturwissenschaften besteht in der Zusammenführung von Informationen aus unterschiedlichen Quellen und der Synthese zu einem neuen Blickwinkel. Robert E. Ricklefs zeichnet sich in diesem stark veränderten intellektuellen Prozess, und ebenso durch die ständige Versorgung mit neuen Daten, die für neue Synthesen unerlässlich sind, aus. Die biologischen Fragen, mit denen er sich beschäftigt hat, sind vielschichtig, konzentriert sich aber meist auf Faktoren, wie den Einfluss der Evolution auf das Wachstum von Vögeln und die Entwicklung von Varianten von Mustern innerhalb einer Spezies. Gleichzeitig hat er eine neuartige Synthese über Informationen zum Lebenszyklus von Vögeln und ihrer Demographie erstellt, die uns das Muster der Koevolution in Wachstums- und Sterblichkeitsraten sowie den Lebensstil von Vögeln erklärte. Zusätzlich fertigte er proaktive Analysen zur temporären und räumlichen Vielfalt in Vogelgemeinschaften und den Zusammenhängen durch Variablen ihrer Lebensgeschichte an. Über sein Gesamtwerk hat er eine klare Beziehung zwischen Theorie und empirischen Beobachtungen gepflegt und drückte seine Ideen und Ergebnisse in einer gut lesbaren Prosa aus. Für seine neuen Erkenntnisse und fruchtbaren Beiträge in unterschiedlichen Fachgebieten hat Robert E. Ricklef den vollen Respekt seiner Kollegen aus der ganzen Welt verdient. Indem wir diese Errungenschaften anerkennen, erfüllte es die American Ornithologists’ Union mit Stolz ihm den Brewster-Gedächtnispreis des Jahres 1982 zu verleihen.“

- 1984 wurde er als Fellow der American Association for the Advancement of Science gewählt.
- 1993 wurde er zum Fellow der American Academy of Arts and Sciences ernannt.
- 2000 wurde ihm die Ehrendoktorwürde der Université catholique de Louvain zuteil.[13]
- 2003 erhielt er einen Lebenswerk-Preis der Pacific Seabird Group für seine Arbeiten zu Wachstumsprozessen und zur Entwicklung von Seevögeln.[14]
- Im gleichen Jahr erhielt er die Margaret Morse Nice Medal der Wilson Ornithological Society.[15]
- 2004 erhielt er den Sewall Wright Award der American Society of Naturalists, der jährlich an Forscher verliehen wird, die grundlegende Beiträge zur konzeptuellen Vereinigung der Fachrichtungen der Biologie leisten.[16]
- 2006 erhielt er von der Cooper Ornithological Society den Loye and Alden Miller Research Award, der für das Lebenswerk im Bereich der Ornithologie vergeben wird.[17]
- 2009 wurde R. Ricklefs als Mitglied in die National Academy of Sciences aufgenommen.[18]
- 2010 wurde ihm die Ehrendoktorwürde der Universität Aarhus verliehen.[19]
- 2011 erhielt er den Alfred Russel Wallace Award, der von der International Biogeography Society für herausragende Lebenswerke in der Disziplin der Biogeographie verliehen wird.[20]